# پرنیلامین
پرنیلامین (انگلیسی: Prenylamine) که با نام تجاری سگونتین (Segontin) نیز شناخته می‌شود نوعی مسدودکننده کانال کلسیم از گروه آمفتامین هاست که به عنوان گشادکننده عروقی در درمان آنژین صدری کاربرد دارد. روشن شده‌است که این دارو پس از متابولیزه شدن، تا اندازه‌ای به آمفتامین تبدیل می‌شود و از این رو در هنگام آزمایش مواد مخدر می‌تواند به‌طور کاذب باعث مثبت شدن پاسخ آزمایش شود. همچنین روشن شده‌است که این دارو مهارکنندهٔ انتقال دهندهٔ وزیکولی منوآمین هاست. بررسی‌ها نشان داده‌اند که این دارو نیز همانند رزرپین می‌تواند باعث تخلیه ذخایر وزیکولی نوروترانسمیترهای منوآمینی شود.